# ساتشا مولديرز
ساتشا مولديرز (بالألمانية: Sascha Mölders)‏ هو لاعب كرة قدم ألماني في مركز الهجوم، ولد في 20 مارس 1985 في إسن في ألمانيا. لعب مع إف إس في فرانكفورت وروت فايس إيسن وشفارز فيس إسين وميونخ 1860 ونادي آوغسبورغ ونادي دويسبورغ.

## وصلات خارجية
- ساتشا مولديرز على موقع قاعدة بيانات كرة القدم.إي يو (الإنجليزية)
- ساتشا مولديرز على موقع بيانات كرة القدم. دي إي (الألمانية)
- ساتشا مولديرز على موقع عالم كرة القدم.نت (الإنجليزية)
- ساتشا مولديرز على موقع AS.com (الإسبانية)